# Hesdy Pigot
Hesdy Pigot is een Surinaams bestuurder en politicus. Hij was secretaris van president Ronald Venetiaan en is lid van het hoofdbestuur van de NPS. Van 2013 tot 2015 was hij lid van De Nationale Assemblée. In 2015 trad hij toe tot de Staatsraad.

## Biografie
Hesdy Pigot is lid van de Nationale Partij Suriname (NPS) en diende rond 2005 als secretaris van president Ronald Venetiaan. Tijdens de verkiezingen van 2010 deed hij mee op de lijst van Paramaribo, maar werd niet direct gekozen. Op 22 november 2013 kwam hij alsnog in De Nationale Assemblée toen partijleider Ronald Venetiaan zijn zetel aan hem afstond en stopte met zijn politieke carrière. Pigot keerde niet terug op de NPS-lijst van de verkiezingen van 2015.
Hij is lid van het hoofdbestuur van de NPS en werd in september 2015 door zijn partij voorgedragen tot lid van de Staatsraad. Zijn rol werd daar in 2020 gecontinueerd. Verder is hij rond 2015 penningmeester van het Surinaams Olympisch Comité (SOC).
Daarnaast was hij in 2019 voorzitter van de commissie die de punten van de Verklaring van Mapane-Kasiwinika uitwerkte. In die verklaring kwamen de NPS en de ABOP overeen een Eenheidsbeweging op te zetten die zich tijdens de verkiezingen van 2020 had moeten richten op Afro-Surinaamse kiezers.
Zijn dochter Chinyere Pigot en zoon Diguan Pigot zijn olympische zwemmers.